# Дракон (п'єса)
«Дракон» — п'єса-казка Євгена Шварца, написана російською мовою. Роботу над п'єсою Шварц розпочав перед початком німецько-радянської війни і продовжив в 1942—1944 рр. під час евакуації в Душанбе. П'єса є жорсткою критикою тоталітаризму і довгий час була заборонена в СРСР.
За основу п'єси взято казковий сюжет народів Південно-Східної Азії про дракона, якого не можна перемогти, тому що переможець кожного разу сам перетворюється на дракона, і тільки юнак з чистими помислами здатен вбити чудовисько. Казкова основа сюжету п'єси спонукає до пошуку алегорій.

## Сюжет
Мандрівний лицар на ім'я Ланселот приходить в місто, яким править жорстокий тиран і вбивця на ім'я Дракон. Бажаючи звільнити місто від тиранії лицар викликає Дракона на бій та сподівається на підтримку містян, але міська влада та містяни, налякані Драконом, замість очікуваної підтримки намагаються позбутися героя. Серед містян виявляються гнані і вони передають герою чарівну зброю: шапко-невидимку, літаючий килим тощо. В бою Дракон гине, а поранений лицар зникає. Загибель Дракона не вивільнює місто від тиранії: міська влада в особі Бургомістра встановлює в місті ще більш жорсткі порядки, після чого Лицар повертається, скидає Бургомістра і його помічників, заточує їх у темницю і бере владу в свої руки.

## Алегорії

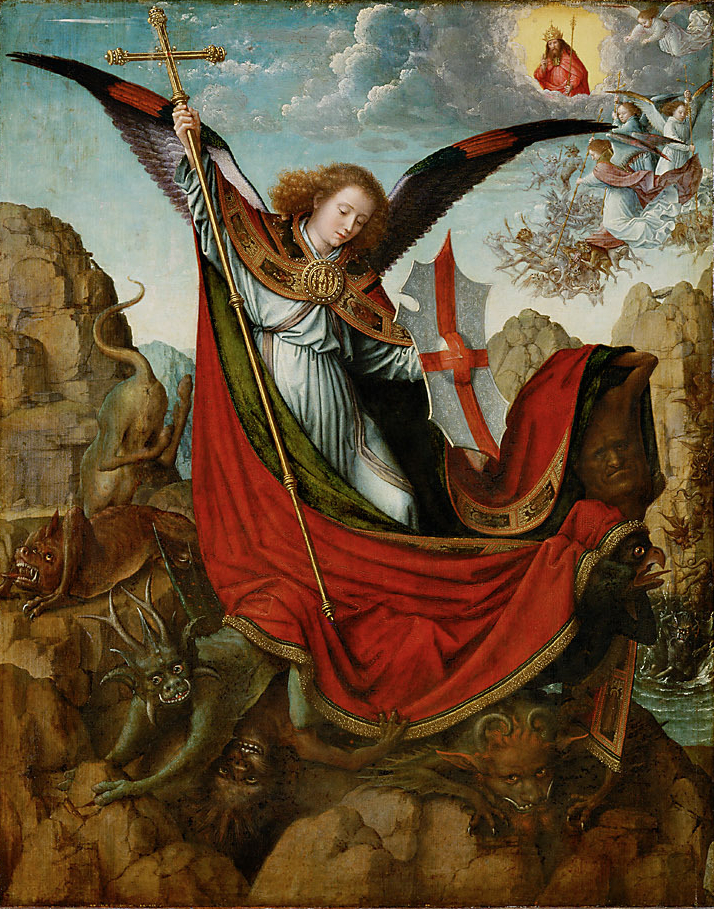
Архангел Михаїл убиває Дракона. Г. Давід, «Вівтар Св. Михаїла», 1510, Музей історії мистецтв

### Різні трактування
Автор не дає однозначних відомостей про місце та час подій, зображених в п'єсі, але наводить деякі деталі, що спонукали критиків та захисників п'єси до пошуку аналогій — в різний час місцем та історичним тлом подій обстоювались нацистська Німеччина та сталінський СРСР.
Загалом, зазначені нижче алегорії вказують на спорідненість та антигуманну направленість комуністичної та нацистської ідеологій.

### Народ і тиранія
Шварц розглядає тему перетворення переможця в тирана з діаметрально протилежної до казкового сюжету точки зору: не переможець перетворюється на тирана, а пригнічені тираном щоразу бажають собі нового тирана: у п'єсі люди, яких рятує лицар, в більшості своїй вважають життя під владою тирана цілком стерпним: до жорстокості і утисків вони звикли, і кожен сподівається, що гірше не буде. Втративши одного тирана, вони із задоволенням йдуть під владу іншого. Лицар з подивом виявляє — для того, щоб звільнити людей, убити тирана недостатньо. Отже одним з винуватців тиранії є народ.

### Схід і Захід
Символ дракона відіграє важливу роль в культурі Сходу і часто сприймається як символ Сходу. Лицар та лицарство є елементом культури Заходу. Дракон в культурі Сходу має як позитивну, так і негативну складові, а в культурі Заходу звичайно є ототожненням зла. Отже, протистояння Ланселота та Дракона є протистоянням гуманного Заходу та тиранічного Сходу.

### Місто та історія правління Дракона
Автор подає декілька часових позначок, пов'язаних з історію появи Дракона та його влади: «син війни», «майже чотириста років», «вісімдесят два», «триста вісімдесят два» роки тому тощо. Достеменно не відомо, коли саме ці часові позначки були проставлені автором. Якщо вважати місцем подій Росію (тоді — Московське царство), то «війна» та часова позначка «триста вісімдесят два» можливо вказують на напад на Москву кримського хана Девлет-Герая у 1571 році та Новгородський погром 1569—1570 року (за 372 роки до 1941—1943 рр., коли автор писав п'єсу). В обох війнах фігурував вогонь, на який неодноразово посилається автор (спалення Москви Девлет-Гераєм та спалення Новгорода Іваном Грозним). Алегорію щодо Новгорода також підсилює посилання на те, що Місто знаходиться поблизу Озера (озеро Ільмень на південь від Новгорода). В обох випадках фігурує Іван Грозний, влада якого починається з перемоги над татарами (Молодинська битва) та над народом (спалення Новгорода).
Часова позначка «майже чотириста років» також можливо вказує на 1547 рік — рік початку царства Івана Грозного.
Отже цілком можлива аналогія: Дракон — московська тиранія, яка починається з часів Івана Грозного і майже 400 років панує над Містом — Росією, народ якої настільки звик до рабства, що опирається спробам свого визволення.

### Образи та імена
Окрім числових та історичних аналогій цікавими є аналогії через образи та імена героїв.
Дракон вперше з'являється перед Ланселотом в образі білявого чоловіка з солдатською виправкою, що цілком відповідає образу хтивої «білявої бестії», про яку писав Фрідріх Ніцше у статті «До генеалогії моралі». Так само хтивим є Дракон, який вимагає молодих дівчат, так само вважають містяни: «якщо ми проклятому чудовиську віддавали найкращих наших дівчат, то невже ми відмовимо в цьому простому і природному праві нашому дорогому визволителю».
Ланселот приходить з півдня. Відносно германської «білявої бестії» цим півднем є Рим, який довгий час страждав від варварів — германських племен. Отже, алегорія «Ланселот — білявий Дракон» вказує на протистояння гуманізму та культури цивілізації войовничій дикості варварів.
Цікавим також є образ «циган» («вороги будь-якої державної системи, інакше вони влаштувалися б де-небудь, а не бродили б туди-сюди»). Схоже під «циганами» Шварц мав на увазі скоріше євреїв, які зазнали гонінь в СРСР та нацистській Німеччині, оскільки і сам був євреєм. Алегорія культури цивілізації півдня тут також зберігалась — в Італії часів фашизму євреї гонінь не зазнавали, більше того, Муссоліні зайклеймив антисемітизм як «германське зло». .

### Сексизм
Досить цікавим є поділ героїв за статевою приналежністю: лицар Ланселот, войовничий Дракон, Бургомістр по смерті Дракона — беззаперечні представники чоловічої статі. Ельза та її подруги — незаймані дівчата. Взагалі, слово «дівчина» зустрічається у Шварца близько 20 разів; двічі зустрічається слово «жінка» — один раз як жертва Дракона, інший як дружина лісоруба, що лікувала Ланселота після битви; один раз — слово «дама», яку чоловік кохає лише тоді, кола та у вишуканому капелюсі, цей випадок також є єдиним, коли зустрічається «чоловік-мужчина». Всі інші дорослі герої здається не мають вираженої статі, навіть Кіт носить ім'я «Машенька».
Такий поділ за статтю та доля дівчат, які діставшись Дракону ніколи не повертаються («кажуть, що вони вмирають там від огиди»), цілком символізує, що суспільство згодовує Дракону своє ненароджене майбутнє.

## Постановки та заборона
Перша спроба постановки п'єси була здійснена Миколою Акімовим в Ленінградському театрі Комедії в 1944 році. Роль Дракона зіграв Лев Колесов («Ніколи не забуду, як грав він Дракона», зазначив Євген Шварц в своїй «Телефонній книзі»), роль Ланселота виконав Борис Смирнов. 4 серпня 1944 п'єса, схвалена на попередніх переглядах, після першого показу на публіці в Москві була знята і потрапила під заборону на постановку. Наступного разу на сцену в СРСР п'єса вийшла за часів хрущовської відлиги, в 1962 році, вже по смерті автора. Постановку 1962 року повторно здійснив Микола Акімов в Ленінградському театрі Комедії.

## Екранізації
- 1988: «Убити дракона» — Реж.: Марк Захаров. У головних ролях: Дракон — Олег Янковський, Ланселот — Олександр Абдулов, Бургомістр — Євген Леонов. Сценарій до фільму написали Григорій Горін і Марк Захаров.